# ماري إي. بريتون
ماري إلين بريتون (بالإنجليزية: Mary E. Britton)‏ (1855-1925) طبيبة أمريكية ومُدرسة ومناصرة لحق النساء في التصويت، وصحفية، وناشطة في مجال الحقوق المدنية من ليكسينغتون، كنتاكي. كانت بريتون عضوًا أصيلًا في جمعية كنتاكي لتعليم الزنوج التي تأسست عام 1877. كانت بريتون رئيسة نادي تحسين المرأة في ليكسينغتون، ثم عملت بعد ذلك عضوًا في جمعية السيدات الأيتام التي أسست المركز الصناعي للأيتام الملونين في ليكسينغتون في عام 1892. خلال حياتها حققت بريتون أشياء كثيرة من خلال العقبات التي واجهتها. بعد تدريسها للأولاد السود في مدارس ليكسينغتون العامة، عملت كطبيبة في بيتها في ليكسينغتون. تخصصت في العلاج بالماء والعلاج الكهربائي والتدليك، وقد مُنحت رخصتها لممارسة الطب في ليكسينغتون، كنتاكي عام 1902، ما جعلها أول طبيبة تحصل على ترخيص في ليكسينغتون.

## خلفية عامة وحياتها المبكرة
وُلدت ماري إيلين بريتون كإنسانة حرة من الملونين في 5 أبريل 1855، وهي الوحيدة بين أشقائها التي يمكن إيجاد سجل ولادتها. كانت ماري واحدة من سبعة أطفال لوالدتها لورا بريتون ولوالدها هنري بريتون، الذين عاشوا في شارع مل، في مكان ما، بين الشارع الثاني والشارع الثالث الذي يقع الآن في المنطقة التاريخية لحديقة غراتس في ليكسينغتون، كنتاكي. على عكس الفرص المحدودة التي أُتيحت للكثير من الأمريكيين الأفارقة في ذلك الوقت، فقد حصلت هي وأشقائها - سوزان جيه. بريتون (وُلدت عام 1850)، وجوليا (وُلدت عام 1852)، وجوزيف (وُلد عام 1856)، وروبرت إتش. بيرتون (وُلد عام 1857)، ومارثا (وُلدت عام 1860)، ووليَم (وُلد عام 1867)، وهاتي (وُلد عام 1868)، ولوسي (وُلدت عام 1872)، وتوماس مارشال (ولُد عام 1873)- على تعليم كلاسيكي. كان والدها نجارًا حرًا (وُلد سنة 1824 تقريبًا) من أصول هندية/ إسبانية، وقد صار لاحقًا حلاقًا في ليكسينغتون وبيريا. كانت والدتها، لورا تريغ، مغنية وعازفة موهوبة، والتي تلقت تعليمًا جيدًا تحت حماية أمها التي كانت محظية توماس فرنسيس مارشال- رجل سياسي في ولاية كنتاكي. تحررت لورا في سن السادسة عشرة.
في سن مبكرة، عُرِض على بريتون أفضل تعليم ممكن للأطفال الأمريكيين من أصل أفريقي في ذلك الوقت- وذلك بالالتحاق بمدارس خاصة أُنشئت بفضل اشتراكات طبقة المحترفين الأمريكيين الأفارقة في ليكسينغتون. في سنة 1859، التحقت بريتون إلى جانب شقيقتها الكبرى جوليا بريتون هووكس (التي اشتُهرت لاحقًا كعازفة ومُدرسة موهوبة، وكأول مُدرسة أمريكية من أصل أفريقي في بيريا) بمدرسة فرعية في ليكسينغتون، والتي ابتدأها السيد وليَم إتش. غيبسون من لويفيل، كنتاكي. انتقلت العائلة لاحقًا إلى بيريا، كنتاكي، حيث عُينت لورا بريتون كمشرفة في كلية بيريا.
منذ عام 1871 إلى عام 1874، التحقت ماري إي. بريتون بكلية بيريا، وهي أول مؤسسة للتعليم العالي تقبل السود في ولاية كنتاكي. في ذلك الوقت كانت المهنة الوحيدة التي تلتحق بها أي امرأة متعلمة من أي عرق هي التدريس. في أثناء دراستها هناك، كانت أيضًاً جزءًا من هيئة التدريس في تدريس موسيقى الآلات- الأمر الذي جعلها أول أميركية من أصل أفريقي تتولى تعليم الطلاب البيض في بيريا. بعد موت والديها (في غضون أربعة أشهر سنة 1874)، غادرت بريتون بيريا بحثًا عن عمل. درَّست في مدرسة ليكسينغتون بدءًا من سنة 1876 تقريبًا، وانتهت من التدريس هناك في أغسطس 1897.